# والتر كالديرون
والتر كالديرون (17 أكتوبر 1977 بإيبارا في الإكوادور - ) هو لاعب كرة قدم إكوادوري في مركز الهجوم. شارك مع منتخب الإكوادور لكرة القدم. أما مع النوادي، فقد لعب مع سوسيداد ديبورتيفو كيتو وليغا دي كيتو ونادي ديبورتيفو إل ناسيونال ونادي إسبولي الرياضي ‏ وديبورتيفو كوينكا وL.D.U. Loja ‏.

## وصلات خارجية
- والتر كالديرون على موقع قاعدة بيانات كرة القدم.إي يو (الإنجليزية)
- والتر كالديرون على موقع ناشيونال فوتبول تيمز (الإنجليزية)
- والتر كالديرون على موقع Soccerway.com (الإنجليزية)